# Dries Bijlsma
Dries Bijlsma is een Nederlands gitarist, drummer en muziekproducent.

## Biografie
Bijlsma groeide in Silvolde op. Met een leeftijd van 11 jaar stond hij voor het eerst op een podium. Het conservatorium volgde hij in Zwolle, waar hij nog altijd woont. Tussen 1992 en 1995 speelt hij gitaar in een lokale punkband The Fuzz. die de tweede plaats in de finale van de Gesel van Gelderland behaalt. Als gitarist speelt hij tussen 2001 en 2005 in Soundsurfer, vanaf 2003 in Combo di Conjo.
Vanaf 2009 maakt Bijlsma deel uit van hetNederlands producersduo Seven League Beats, onderdeel van de Fakkelteitgroep afkomstig uit Zwolle. Hij produceert voornamelijk dubstep, hiphop en drum and bass. Vanaf 2014 maakt Bijlsma deel uit van de formatie Fratsen en Rico & A.R.T. In 2018 speelt hij als gastmuzikant in de Masha Bijlsma Band.

## Werk (selectie)
- Vloeistof, Opgezwolle (gastmuzikant) 2003
- Eigen Wereld, Opgezwolle (gastmuzikant) 2006
- Tussen licht en lucht, Typhoon (rapper) 2007 (producent)
- Aan (album), BLØF 2017[6] (producent)
- Irie, Rico & A.R.T. [7] (gitarist) 2014